# 縱橫遊

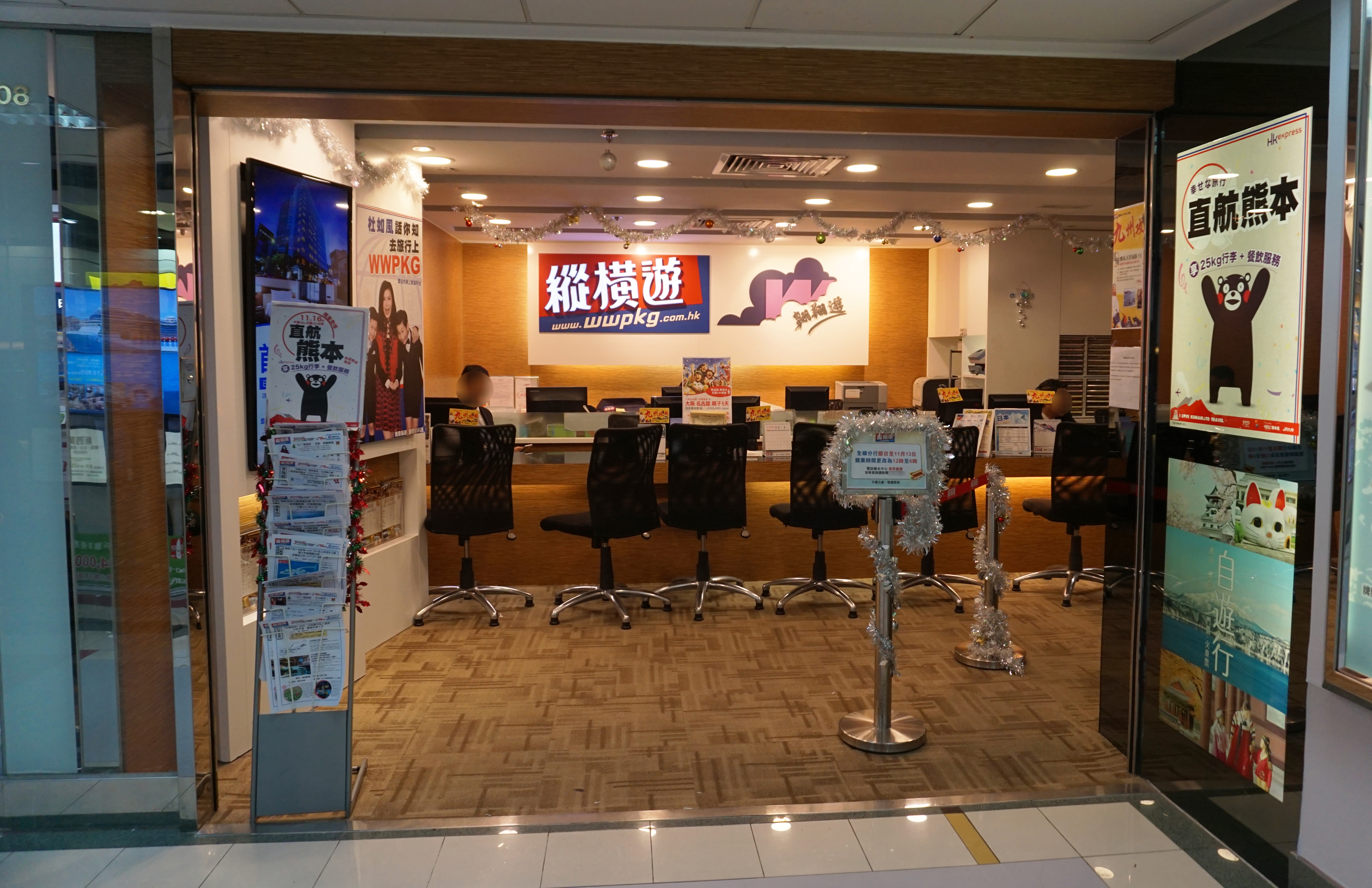
縱橫遊在旺角永隆銀行中心門市

縱橫遊控股有限公司，簡稱縱橫遊控股（英語：WWPKG Holdings Company Limited，港交所：8069，香港旅行社牌照號碼：350217），在1979年，由陳淑薇（執行董事，主席袁士強配偶）和其他投資者，於香港（總部）成立「縱橫旅遊有限公司」。
業務在全球經營舉辦定期旅行團，代理經營票務及酒店等。
股份在2017年1月12日於港交所創業板上市。配售價格為0.8港元，配售股份數目為1億股，而集資額為8000萬港元。

## 客戶數據庫遭入侵事件
2017年11月6日，縱橫遊的客戶數據庫遭入侵及封鎖，並收到勒索電郵要求勒索超過100萬元贖金，數據庫中存有20萬客戶資料，當中包括一成客戶信用卡資料，縱橫遊暫停全線分店業務一天。公司網站仍未修復。管理層到11月8日就事件鞠躬致歉。

## 外部連結
- wwpkg.com.hk （页面存档备份，存于）